# 208
| [ Edytuj tabelę ] |                                              |
| Cesarz Chin       | - 189 Han Xiandi 220                         |
| Władca Korei      | - 197 Sansang 227                            |
| Papież            | - 199 Zefiryn 217                            |
| Król Partów       | - 191 Wologazes V 208 - 208 Wologazes VI 228 |
| Cesarz Rzymu      | - 193 Septymiusz Sewer 211                   |

Rok 208 / CCVIII
stulecia: II wiek ~
III wiek ~
IV wiek

lata: 198 «
203 «
204 «
205 «
206 «
207 «
208
» 209
» 210
» 211
» 212
» 213
» 218

## Wydarzenia
- Cesarz rzymski Septymiusz Sewer rozpoczął kampanię w Brytanii.
- Wologazes VI został królem Partów po śmierci Wologazesa V.

## Urodzili się
- 14 września – Diadumenian, syn cesarza Makryna (zm. 218).
- 1 października – Aleksander Sewer, cesarz rzymski (zm. 235).

## Zmarli
- Hua Tuo, chiński lekarz (ur. ~141).
- Wologazes V, król Partów.